# Orchesella alticola
Orchesella alticola is een springstaartensoort uit de familie van de Entomobryidae. De wetenschappelijke naam van de soort is voor het eerst geldig gepubliceerd in 1891 door Uzel.